# Médaille de la Fidélité française
La médaille de la Fidélité française est une médaille française d'honneur créée le 3 juillet 1922. 
La médaille a été créée pour témoigner de la reconnaissance du gouvernement français envers les Alsaciens et les Lorrains emprisonnés ou exilés pour leur patriotisme.
Le concept de « fidélité française » était en vogue aux XIXe et XXe siècles et désignait l'attachement des anciennes colonies envers la métropole, concept aujourd'hui élargi par celui de francophonie. Au Canada, il y existe une médaille semblable appelée ordre de la Fidélité française.

## Insigne
- Médaille : deux femmes assises côte à côte (l'Alsace et la Lorraine) et le mot « Fidélité ».
- Ruban : aux couleurs tricolores.

### Sources
- Les Décorations françaises  (préf. Jean-Philippe Douin), Paris, Trésor du Patrimoine, 2003, 95 p. (ISBN 2-911468-99-6, OCLC 56111972)
- Site très complet traitant des décorations militaires et civiles françaises